# 메이호역
메이호역(일본어: 明峰駅)은 일본 이시카와현 고마쓰시에 있는 IR 이시카와 철도의 철도역이다.

## 역 구조
상대식 2면 2선 구조의 고가역이다. 정류소로 취급되고 있다. 별도의 역사는 없다.
고마쓰역이 관리하는 무인역이다.

### 승강장
| 동쪽 (상행) | ■ IR 이시카와 철도선 | 고마쓰 · 후쿠이 방면   |
| 서쪽 (하행) | ■ IR 이시카와 철도선 | 가나자와 · 도야마 방면 |

## 역사
- 1988년 10월 1일: 서일본 여객철도 호쿠리쿠 본선 고마쓰 역 ~ 데라이 역 사이에 신설 개업.
- 2017년 4월 15일: ICOCA 도입.[1]
- 2024년 3월 16일: 호쿠리쿠 신칸센 가나자와역 ~ 쓰루가역 연장 개통에 따라, IR 이시카와 철도로 이관됨.

## 인접역
| IR 이시카와 철도 ■ IR 이시카와 철도선 | IR 이시카와 철도 ■ IR 이시카와 철도선 | IR 이시카와 철도 ■ IR 이시카와 철도선 |
| ------------------------------------- | ------------------------------------- | ------------------------------------- |
| 고마쓰 마이바라 방면                  | 보통                                  | 노미네아가리 가나자와 방면            |